# Rivière Saint-Ludger
Pour les articles homonymes, voir Ludger (homonymie) et Saint-Ludger.
La rivière Saint-Ludger est un affluent de la rivière Péribonka, coulant dans la municipalité de Saint-Ludger-de-Milot (MRC de Lac-Saint-Jean-Est) et de Péribonka (MRC de Maria-Chapdelaine), dans la région administrative du Saguenay-Lac-Saint-Jean, au Québec, au Canada.
La foresterie constitue la principale activité économique du secteur ; l’agriculture, en second ; les activités récréotouristiques, en troisième.
La vallée de la rivière Saint-Ludger est surtout desservie  (en ordre, à partir de l’embouchure) : la route de Milot, le chemin du Curé-Fleury, le chemin du Lac Voyer, la rue Gaudreault, l’avenue Lévesque, la route du 5e rang, le chemin du lac Saint-Ludger et le chemin du Petit Lac Saint-Ludger,,.
La surface de la rivière Saint-Ludger habituellement gelée de la fin novembre au début avril, toutefois la circulation sécuritaire sur la glace se fait généralement de la mi-décembre à la fin mars.

## Géographie
Les principaux bassins versants voisins de la rivière Saint-Ludger sont :
- côté Nord : rivière Milot, rivière Épiphane, Petite rivière Péribonka, rivière des Aigles, rivière Manigouche, rivière des Épinettes Noires, rivière Alex ;
- côté Est : rivière Milot, rivière Épiphane, rivière Alex, lac Bernabé, rivière Péribonka ;
- côté Sud : rivière à Michel, rivière Péribonka, Petite rivière Péribonka ;
- côté Ouest : rivière à Michel, rivière Mistassibi, Petite rivière Péribonka, rivière Mistassini[2].

La rivière Saint-Ludger prend sa source à l’embouchure du Petit lac Saint-Ludger (longueur : 1,6 km ; altitude : 190 m). Cette source de la rivière est située au Sud du Grand lac Clair, à :
- 3,6 km à l’Est de la Petite rivière Péribonka ;
- 2,8 km au Sud-Ouest du cours de la rivière Milot ;
- 6,2 km au Sud-Ouest du cours de la rivière Épiphane ;
- 3,7 km au Nord-Ouest du centre du village de Saint-Ludger-de-Milot ;
- 11,2 km au Nord-Ouest de l’embouchure de la rivière Saint-Ludger (confluence avec la rivière Péribonka) ;
- 27,6 km au Nord-Ouest de l’embouchure de la rivière Péribonka (confluence avec le lac Saint-Jean).

À partir de sa source (Petit lac Saint-Ludger), située entre le cours de la rivière Milot (situé du côté Est) et le cours de la Petite rivière Péribonka, le cours de la rivière Saint-Ludger descend sur 13,3 km en traversant des zones forestières ou agricoles, selon les segments suivants :
- 3,5 km vers le Sud-Est notamment en traversant le lac Saint-Ludger (longueur : 1,6 km ; altitude : 172 m) sur sa pleine longueur et le lac à Harry-Jean (longueur : 0,65 km ; altitude : 172 m) sur 0,4 km, jusqu’à son embouchure où elle passe sous le pont de l’avenue Lévesque ;
- 1,6 km vers le Sud-Est, en passant du côté Ouest du village de Saint-Ludger-de-Milot, en traversant le lac Serein (longueur : 0,9 km ; altitude : 172 m), le lac Ferdinand (longueur : 0,4 km ; altitude : 171 m), le lac au Père Ti-Louis (longueur : 0,2 km ; altitude : 171 m), jusqu’à l’embouchure de ce dernier ;
- 2,4 km vers le Sud en coupant la route forestière R0275 (sens Est-Ouest), jusqu’à la rue Gaudreault ;
- 4,0 km vers le Sud en recueillant les eaux du lac Voyer et du lac des Deux Oreilles, en coupant le chemin du Curé-Fleury, jusqu’à la décharge (venant de l’Est) du lac à Richard ;
- 1,8 km vers le Sud, jusqu'à l'embouchure de la rivière[2].

L'embouchure de la rivière Saint-Ludger se déverse au fond d’une longue baie sur la rive Nord de la rivière Péribonka. Cette confluence est située à :
- 8,1 km au Sud du centre du village de Saint-Ludger-de-Milot ;
- 1,9 km au Nord-Est de l’embouchure de la rivière à Michel (confluence avec la rivière Péribonka) ;
- 5,9 km au Sud-Ouest de l’embouchure de la rivière Alex (confluence avec la rivière Péribonka) ;
- 21,2 km au Nord-Est de l’embouchure de la rivière Péribonka (confluence avec le lac Saint-Jean) ;
- 24,3 km au Nord-Ouest de l’embouchure du lac Saint-Jean (confluence avec la Grande Décharge) ;
- 34,6 km au Nord du centre-ville d’Alma[2].

À partir de l’embouchure de la rivière Saint-Ludger, le courant descend le cours de la rivière Péribonka sur 32,7 km vers le Sud-Ouest. À l’embouchure de cette dernière, le courant traverse le lac Saint-Jean sur 29,3 km vers l’Est, puis emprunte le cours de la rivière Saguenay sur 2 155 km vers l’Est jusqu'à la hauteur de Tadoussac où il conflue avec le fleuve Saint-Laurent.

## Toponymie
Le terme « Saint-Ludger » constitue un patronyme de famille d’origine française.
Le toponyme « rivière Saint-Ludger » a été officialisé le 5 décembre 1968 à la Banque des noms de lieux de la Commission de toponymie du Québec.